# Вітряна вулиця (Київ)
Вітряна́ ву́лиця — зникла вулиця, що існувала в Подільському районі міста Києва, місцевість Вітряні гори. Пролягала від Червонопільської вулиці до Зустрічного провулку.
Прилучався Запа́динський провулок.

## Історія
Вулиця виникла в 1-й половині XX століття під назвою 217-та Нова. Назву Вітряна вулиця отримала в 1944 році. Ліквідована у зв'язку зі зміною забудови наприкінці 1970-х — на початку 1980-х років.